# Двойна застраховка
„Двойна застраховка“ (на английски: Double Indemnity) е роман на американския писател Джеймс Кейн. Романът е публикуван първоначално на части през 1936 г. в американското списание „Liberty magazine“. Издаден е през 1943 г. с твърди корици заедно с още две други творби на Кейн в сборника „Three of a Kind“. Първото самостоятелно издание е на нюйоркското издателство „Avon Books“. Впоследствие романа става основа за едноименния филм от 1944 г., с режисьор Били Уайлдър.

## Сюжет
Внимание:  Текстът по-долу разкрива сюжета на произведението (или части от него)!
Застрахователният агент Уолтър Хъф се влюбва в красивата Филис Нердлинджър, която се консултира с него за застраховка срещу злополука за мъжа си. Независимо от своята дългогодишна безупречна работа, Уолтър допуска да бъде въвлечен в осъществяване на убийството на съпруга на Филис, за да получат парите от застраховката. След безупречно планиране и извършване на престъплението, постепенно любовта им се превръща в омраза. Красивата жена се оказва убийца, на чиято съвест тежат още множество други престъпления.

## Филмови адаптации
- 1944: Двойна застраховка – игрален филм; режисьор: Били Уайлдър, сценарий: Реймънд Чандлър, в главните роли: Фред Макмъри, Барбара Стануик и Едуард Г. Робинсън.
- 1973: Двойна застраховка – телевизионен филм; режисьор: Джак Смит, сценарий: Стивън Боко, в главните роли: Ричард Крена, Лий Коб и Робърт Уебър.

## Издания на романа на български език
- 1991 – издателство „Христо Г. Данов“
- 2013 – издателство „Skyprint“